# 正義と平等運動
正義と平等運動（せいぎとびょうどううんどう、英Justice and Equality Movement, jem, JEM）はハリール・イブラーヒームを指導者とするスーダンのダルフールの反政府武装組織でダルフール紛争でのザガワを中心にした当事者集団の1つである。

## 概要
イスラーム主義を掲げハサン・アル＝トゥラービー師とも関係が深いとみられているが、本人とJEM幹部はそれを否定している。また、スーダン政府は隣国チャドがJEMを支援していると非難している。紛争の激化の要因の1つにバシール政権内での大統領の権限強化に反対したトゥラービーの追い落としもあったとみられ、2003年2月にJEMがスーダン解放運動/軍（SLM/A）と共に蜂起すると、2004年3月にトゥラービーも軍に拘束された（2005年6月に解放）。JEMはSLAと共にスーダン政府に支援されたジャンジャウィードと戦い、紛争の激化につれ国際的な関心が漸く向けられるに至った。2004年4月8日に4月11日以降の停戦で合意したが、ジャンジャウィードの活動の継続が報告されており、停戦が守られている状態ではない。JEMがザガワ主体であるため軍や警察、民兵によるザガワの一般男性への拷問も報告されている。AUによる停戦監視団の派遣に対しても不審を表明しており、和平交渉の内容を巡って2005年10月9日分派が停戦監視団を襲撃したとみられたものの、翌日のその解放に協力した。
2008年5月11日、JEMがスーダンの首都ハルツームとオムドゥルマンの政府・軍関連施設を急襲し、スーダン国軍と激しい戦闘となった。JEMが首都まで攻撃を仕掛けるのは初めてである。スーダンのバシール大統領は国営テレビの演説で、首都近辺にいるJEMの軍勢を壊滅させたと発表、またチャドが攻撃を支援したとして、同国に対する報復までちらつかせて非難した。　しかし、JEMの指導者ハリール・イブラーヒームは、AFP通信のインタビューにスーダン政府の発表を否定し、オムドゥルマンに潜伏しながら攻撃を続けているとしている。また、スーダン政府内部や軍、警察、学生運動団体などにJEMの協力者がいるとも語っている。
2011年12月25日、スーダン軍はハリール・イブラーヒームが南スーダンに入ろうとした際、政府軍と交戦になり、ほかの司令官とともに死亡したと発表した。